# Wolfgang Steger
Wolfgang Steger  (* 6. Juni 1934 in Gera) ist ein ehemaliger Generalleutnant der Nationalen Volksarmee (NVA) der Deutschen Demokratischen Republik (DDR). Er war 1986/87 Chef des Militärbezirks Leipzig.

## Leben
Steger, Sohn eines Webers, erlernte nach der Volksschule den Beruf seines Vaters. Im Jahr 1950 trat er in die Freie Deutsche Jugend (FDJ) ein. 1951 ging er zur Kasernierten Volkspolizei (KVP), dem Vorläufer der Nationalen Volksarmee (NVA), und absolvierte bis 1953 die Offiziersschule in Erfurt.
Von 1953 bis 1955 war Steger Zugführer im Motorisierten Schützenregiment 1 der 1. Motorisierten Schützendivision. Von 1955 bis 1959 studierte er an der Militärakademie der Roten Armee in der Sowjetunion. 1957 wurde er Mitglied der Sozialistischen Einheitspartei Deutschlands (SED) und 1959/60 war Steger Stellvertreter des Kommandeurs und Stabschef des Motorisierten Schützenregiments 18.
Im Jahr 1969 wechselte Steger ins Kommando des Militärbezirks III in Leipzig und wurde dort Leiter der "Abteilung Operativ". Von 1971 bis 1973 studierte er an der Militärakademie des Generalstabs der Streitkräfte der Sowjetunion und wurde anschließend Stellvertreter des Kommandeurs und Stabschef der 4. Motorisierten Schützendivision. Im März 1974 wurde er zum Oberst befördert.
Von 1978 bis 1981 war Steger Stellvertreter des Chef des Stabes für operative Arbeiten im Kommando des Militärbezirks III. 1982 wurde er Generalmajor und, als Nachfolger von Walter Müller, Stellvertreter und Chef des Stabs. 1986/87 war Steger, als Nachfolger von Manfred Grätz, Chef des Militärbezirks III und wurde Generalleutnant. Ab 1987 war er, als Nachfolger von Kurt Gottwald, Stellvertreter des Chefs des Hauptstabes für operative Fragen der NVA. Am 30. September 1990, drei Tage vor der deutschen Wiedervereinigung, wurde er aus dem Dienst entlassen.